# Паско, Френсис
Фрэнсис Паско (англ. Francis Polkinghorne Pascoe, 1 сентября 1813 — 20 июня 1893) — английский энтомолог, занимался преимущественно изучением жуков.

## Биография
Он родился в городе Пензанс в Корнуолле. Учился в Медицинском колледже больницы Святого Варфоломея (St bartholomew’s Hospital Medical College) в Лондоне. Назначен хирургом на британском флоте, служил в Австралии, Вест-Индии и на Средиземном море.
Женился на Мэри Глассон. Поселился в селе Trewhiddle близ городка Сент-Остел, где его жена владела предприятием по производству фарфора. После смерти жены в 1851 году, Паско поселился в Лондоне, где посвятил себя естествознанию, в частности энтомологии. Он работал в основном с собранным другими исследователями материалом, например Альфредом Уоллесом, Робертом Темплтоном. Стал членом Королевского энтомологического общества в 1854 году, был его президентом с 1864—1865 годах. Также был членом Энтомологического общества Франции, Бельгийского и Штеттинского обществ, Общества Линнея (избран 1852), входил в Совет научного Общества Рея.

## Публикации
- 1858 On new genera and species of longicorn Coleoptera. Part III «Trans. Entomol. Soc. London», (2)4:236-266.
- 1859 On some new genera and species of longicorn Coleoptera. Part IV."Trans.Entomol. Soc. London", (2)5:12-61.
- 1860 Notices of new or little-known genera and species of Coleoptera. «J. Entomol»., 1(1):36-64.
- 1860 Notices of new or little-known genera and species of Coleoptera, pt.II. «J. Entomol»., 1(2):98-131.
- 1862 Notices of new or little-known genera and species of Coleoptera. «J. Entomol»., 1:319-370.
- 1864—1869 Longicornia Malayana; or a descriptive catalogue of the species of the three longicorn families Lamiidae, Cerambycidae and Prionidae collected by Mr A. R. Wallace in the Malay Archipelago. «Trans.Entomol. Soc. London», (3)3:17-12.
- 1866 List of the Longicornia collected by the late Mr P. Bouchard, at Santa Marta. «Trans. Entomol. Soc. London», 5(3):279-296.
- 1867 Diagnostic characters of some new genera and species of Prionidae."Ann. Mag. Nat. Hist"., (3)19:410-413
- 1875 Notes on Coleoptera, with descriptions of new genera and species. Part III. «Ann. Mag. Nat. Hist»., (4)15:59-73.
- 1884 Notes on Natural Selection and the Origin of Species. Taylor & Francis.
- 1885 List of British Vertebrate Animals. Taylor & Francis.
- 1890 The Darwinian Theory of the Origin of Species. Gurney & Jackson.